# Лобная кость
Ло́бная кость (лат. os frontale) — непарная кость мозгового отдела черепа; участвует в образовании переднего отдела свода черепа и передней черепной ямки его основания. Она состоит из четырёх частей: вертикально расположенной чешуи (лат. squama), двух горизонтальных глазничных частей (лат. pars orbitalis) и дугообразной носовой части (лат. pars nasalis).

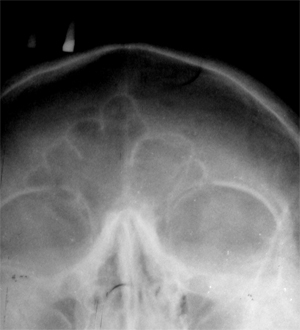
Фрагмент рентгеновского снимка воздушных пазух лобной кости (Вариант нормы)

## Лобная чешуя
Различают наружную и внутреннюю поверхности:
Наружная поверхность (лат. facies externa) чешуи лобной кости гладкая, выпуклая, имеет в нижней части срединной линии небольшое возвышение, соответствующее остаткам лобного шва, который в детстве разделял лобную кость надвое. С каждой стороны от шва примерно в 3 см от надглазничного края располагается округлое возвышение — лобный бугор (лат. tuber frontalis). Здесь появляется первичная точка окостенения лобной кости. Размер и форма лобных бугров индивидуальны; на детском черепе они выделяются сильнее и иногда могут быть асимметричными, у мужчин бугры больше, крупнее, чем у женщин. Кость здесь имеет гладкую поверхность и покрыта сухожильным шлемом.
Ниже каждого лобного бугра выступает дугообразное возвышение — надбровная дуга (лат. arcus superciliaris); между и немного выше выпуклостей надбровных дуг лобная поверхность имеет вид углублённой площадки — надпереносье, или глабелла (лат. glabella). Обычно у мужчин надбровные дуги также выделяются сильнее, и степень их выстояния зависит от размеров лобных воздухоносных пазух.
Под каждой надбровной дугой выступает изгибающийся дугой надглазничный край (лат. margo supraorbitalis), здесь лобная поверхность чешуи переходит в глазничную поверхность (лат. facies orbitalis). Наружная часть края тонкая, она прикрывает глазное яблоко, предохраняя его от повреждения; медиальная часть скруглена.
На границе медиальной и средней трети надглазничного края имеется надглазничная вырезка (лат. incisura supraorbitális), иногда вместо вырезки располагается надглазничное отверстие (лат. foramen supraorbitale). Через надглазничную вырезку (отверстие) проходят надглазничные нерв и сосуды. Небольшое отверстие в верхней части вырезки пропускает вену из губчатого вещества, которая впадает в надглазничную вену. В медиальной части надглазничного края имеется лобная вырезка (лат. incisura frontalis), которая иногда может формировать лобное отверстие (лат. foramen frontale), через которую также проходят нерв и сосуды. Латерально надглазничный край переходит в массивный скуловой отросток (лат. processus zygomaticus), который соединяется со скуловой костью. Поднимаясь вверх и кзади, от этого отростка чётко отходит височная линия (лат. línea temporalis), которая на цельном черепе продолжается одноимённой линией теменной кости. Область ниже и кзади от височной линии образует передний отдел височной ямки, сюда прикрепляется часть височной мышцы.
Внутренняя (мозговая) поверхность (лат. facies interna) чешуи вогнута, в её верхней части по срединной линии, немного возвышаясь, проходит борозда верхнего сагиттального синуса (лат. sulcus sinus sagittalis superioris) (которая продолжается далее по своду черепа на теменных костях и затылочной кости), края которой по направлению книзу соединяются в лобный гребень (лат. crista frontalis); к нему прикрепляется большой серповидный отросток твёрдой мозговой оболочки (лат. falx cerebri (major)).
Лобный гребень оканчивается небольшой вырезкой, которая вместе с решётчатой костью образует, часто заканчивающееся слепо, отверстие — слепое отверстие (лат. foramen caecum); у разных людей отверстие имеет разные размеры. Если отверстие открыто, через него проходит вена из носа, которая впадает в верхний сагиттальный синус.
По бокам от средней линии на внутренней поверхности чешуи заметны вдавления от извилин мозга и множественные бороздки от прилегающих здесь менингеальных сосудов. По бокам от сагиттальной борозды можно увидеть несколько мелких неровных ямок — оттиск рельефа грануляций паутинной оболочки.

## Глазничная часть
Глазничная часть, pars orbitalis, состоит из тонкой треугольной пластинки, образующей верхнюю стенку глазницы. Глазничные части разделяет расположенная посередине решётчатая вырезка, incisura ethmoidalis.

### Поверхности
Нижняя, глазничная поверхность, facies orbitalis, гладкая и вогнутая. Сбоку, у основания скулового отростка имеется небольшое вдавление — ямка слёзной железы, fossa glandulae lacrimalis, где располагается слёзная железа. Неподалёку, более медиально, находится блоковая ямка, fovea trochlearis, а рядом с ней часто бывает видна блоковая ость, spina trochlearis; здесь прикрепляется хрящевой блок для сухожилия верхней косой мышцы глаза.
На верхней, мозговой поверхности, facies celebralis, заметны вдавления от извилин лобных долей мозга и небольшие возвышения от менингеальных ветвей решётчатых сосудов.

## Носовая часть
Между надглазничными краями чешуя спускается на уровень скуловых отростков; здесь располагается носовая часть лобной кости. Располагаясь между глазничными частями, она ограничивает спереди и с боков решётчатую вырезку, которая на цельном черепе заполнена продырявленной пластинкой решётчатой кости.
Передний отдел носовой части зазубренный, он соединяется с каждой стороны от срединной линии с носовыми костями и латерально — с лобными отростками верхнечелюстных костей и со слёзными костями. От центральной части этого отдела книзу и кпереди отходит гребешок; направляясь под носовые кости и лобные отростки верхнечелюстных костей, он укрепляет переносицу.
Гребешок заканчивается внизу носовой остью, spína nasális, на каждой стороне которой имеется небольшая неровная площадка, участвующая в образовании верхней стенки соответствующей половины носовой полости. Носовая ость также участвует в образовании костной перегородки носа; спереди она соединяется с гребнями носовых костей, а сзади — с перпендикулярной пластинкой решётчатой кости.
Края решётчатой вырезки образованы полуячейками, которые, будучи соединёнными на цельном черепе с соответствующими полуячейками решётчатой кости, образуют воздухоносный решётчатый лабиринт.
Между решетчатыми полуячейками проходят в поперечном направлении две бороздки, которые вместе с одноимёнными бороздками решётчатой кости образуют канальцы — передний и задний, которые открываются на внутренней стенке глазницы соответственно передним решётчатым отверстием, foramen ethmoidale anterius (через него проходит носоресничный нерв и передние решётчатые сосуды) и задним решётчатыми отверстием, foramen ethmoidale posterius (задний решётчатый нерв и сосуды). Кпереди от решётчатой вырезки, с обеих сторон от носовой ости, имеется апертура лобной пазухи, apertura sinus frontalis.
Лобная пазуха, sínus frontális, — парная воздухоносная полость, залегающая в передненижних отделах лобной кости между обеими её пластинками. Распространяясь назад, кверху и кнаружи, может иметь самые разные размеры. Лобные пазухи отделяются друг от друга вертикальной тонкой костной перегородкой, которая часто может быть отклонённой в ту или другую сторону; поэтому пазухи редко бывают одинаковыми. Лобные пазухи отсутствуют у новорождённых, обычно они развиваются к 7—8 годам, а максимального размера достигают уже после полового созревания. Размеры пазух резко варьируют, и обычно у мужчин они бывают больше чем у женщин. Пазухи выстланы слизистой оболочкой и сообщаются каждая со средним носовым ходом.

## Края
Толстый с крупными зубцами край чешуи лобной кости, скошен кверху и опирается на края теменных костей. Этот край называется теменной поверхности, facies temporalis, и отделяется от лобной чешуи с помощью височной линии (linea temporalis)
Латеральный край переходит внизу в треугольную шероховатую поверхность, соединяющуюся с лобным краем большого крыла клиновидной кости.
Задний край глазничной части, тонкий и зазубренный, соединяется с малым крылом клиновидной кости.

## Строение
Чешуя и скуловой отросток очень плотные, они состоят из промежуточной губчатой (диплоэтической) ткани (substantia spongiosa), заключённой между двумя компактными пластинами. В области лобных пазух диплое отсутствует. Наружная пластинка компактного вещества у костей свода черепа толстая, прочная, сломать её сложно, а внутренняя — тонкая, при ударе легко ломается, образуя острые обломки, поэтому её называют стеклянная пластинка, lamina vitrea.
Глазничная часть тонкая, просвечивает и полностью состоит из компактной кости. Это делает благоприятным доступ в полость черепа через эту часть глазницы. Если лобные пазухи очень большие, они могут значительно распространяться кзади, достигая глазничной части, которая в этом случае также будет состоять из двух пластинок.

## Окостенение
Окостенение лобной кости начинается к концу второго месяца внутриутробного развития из двух симметричных точек над соответствующими надглазничными краями. Оттуда окостенение постепенно распространяется по соответствующим половинам чешуи и на глазничные части. Окостенение кости начинается из пары вторичных центров окостенения, с обеих сторон от срединной линии; подобные точки окостенения появляются также в носовой части и в скуловых отростках.
К рождению кость состоит из двух частей, разделённых лобным швом, который бесследно исчезает обычно, за исключением своей нижней части, к 8 годам; изредка он может существовать и на протяжении всей жизни.
По общепринятому мнению, лобные пазухи начинают формироваться с конца первого или с начала второго года жизни, но по исследованиям Onodi считается, что их развитие начинается раньше, с самого рождения. Пазухи в основном развиваются к 7—8 годам, но максимального своего размера не достигают до окончания полового созревания.

## Сочленения
Лобная кость соединяется с двенадцатью костями: клиновидной, решётчатой, двумя теменными, двумя носовыми, двумя верхнечелюстными, двумя слёзными и двумя скуловыми.